# Wommels
Wommels est un village situé dans la commune néerlandaise de Súdwest-Fryslân, dans la province de la Frise. Son nom en néerlandais est Wommels. Le 1er janvier 2009, le village comptait 2 213 habitants.
Wommels est le chef-lieu de la commune de Littenseradiel, après avoir été le chef-lieu de la commune de Hennaarderadeel.